# Phlegmariurus
Phlegmariurus je rod rostlin z čeledi plavuňovitých. V roce 1964 byl oddělen od morfologicky velmi podobného rodu Huperzia (vranec) a dlouho zůstával jeho status nejasný, ale byl potvrzen klasifikačním systémem Pteridophyte Phylogeny Group 2016 a molekulárními studiemi fylogeneze těchto rostlin. Zahrnuje asi 250 až více než 300 druhů, které se vyskytují v tropech a subtropech. Obecně a původně jsou to epifytické rostliny, i když někteří zástupci mladších linií nalezených v horách na americkém kontinentu se druhotně stali terestrickými (v zemi rostoucími) rostlinami. Od podobných vranců se liší kromě převažujícího epifytismu absencí rozmnožovacích pacibulek a konvexními, nikoliv konkávními stěnami výtrusů.

## Popis
Sporofyt má lodyhy převislé nebo vystoupavé, opakovaně dichotomicky větvené, asi 15 až 100 cm dlouhé. Lodyhy jsou mohutné či tenké, hustě nebo méně často větvené, rozložené nebo zploštělé. Listy jsou kopinaté, vejčité nebo šupinaté, celokrajné, kožovité nebo tenké, lesklé nebo matné.
Sporangia ledvinovitá, praskající dvěma chlopněmi, vyvíjejí se v paždí sporofylů na terminálních částech výhonů. Sporofylní listy některých zástupců se příliš neliší od čistě asimilačních listů nebo jsou výrazně menší než tyto listy. Výtrusy jsou stejného izosporické jako u ostatních zástupců čeledi, zřetelně tetradrické, s vydutými vnitřními stěnami.
Gametofyt je autotrofní, větvící se a vytvářející zárodečníky i pelatky na jedné rostlině.

## Ekologie a rozšíření
V rámci rodu tvoří druhy dvě monofyletické skupiny, které se liší rozšířením – jedna se vyskytuje v tropickém pásmu Nového světa a druhá ve Starém světě (s doslova jedinou výjimkou v každé skupině). Nejčastěji rostou ve vlhkých rovníkových lesích, ale značný počet druhů z amerického kontinentu obývá i vysokohorské formace páramo nad hranicí lesa; zde pravděpodobně rod prošel bouřlivou radiační speciací v nových biotopech vzniklých po vyzvednutí And.

## Systematika
V systému PPG I z roku 2016 je Phlegmariurus jedním ze tří rodů v podčeledi Huperzioideae z čeledi plavuňovitých. V rámci podčeledi zaujímá bazální a zároveň sesterské postavení k rodům Huperzia a Phylloglossum. Takový vztah, potvrzený molekulárními studiemi, znamená, že není správné dělit tuto podčeleď na široce vymezený rod Huperzia a monotypický (morfologicky velmi odlišný) rod Phylloglossum; správné je buď všechny tyto rody spojit do jednoho – Huperzia sensu lato (takový přístup volí například databáze Plants of the World), nebo je rozdělit na tři rody, což se v současnosti preferuje.

## Galerie

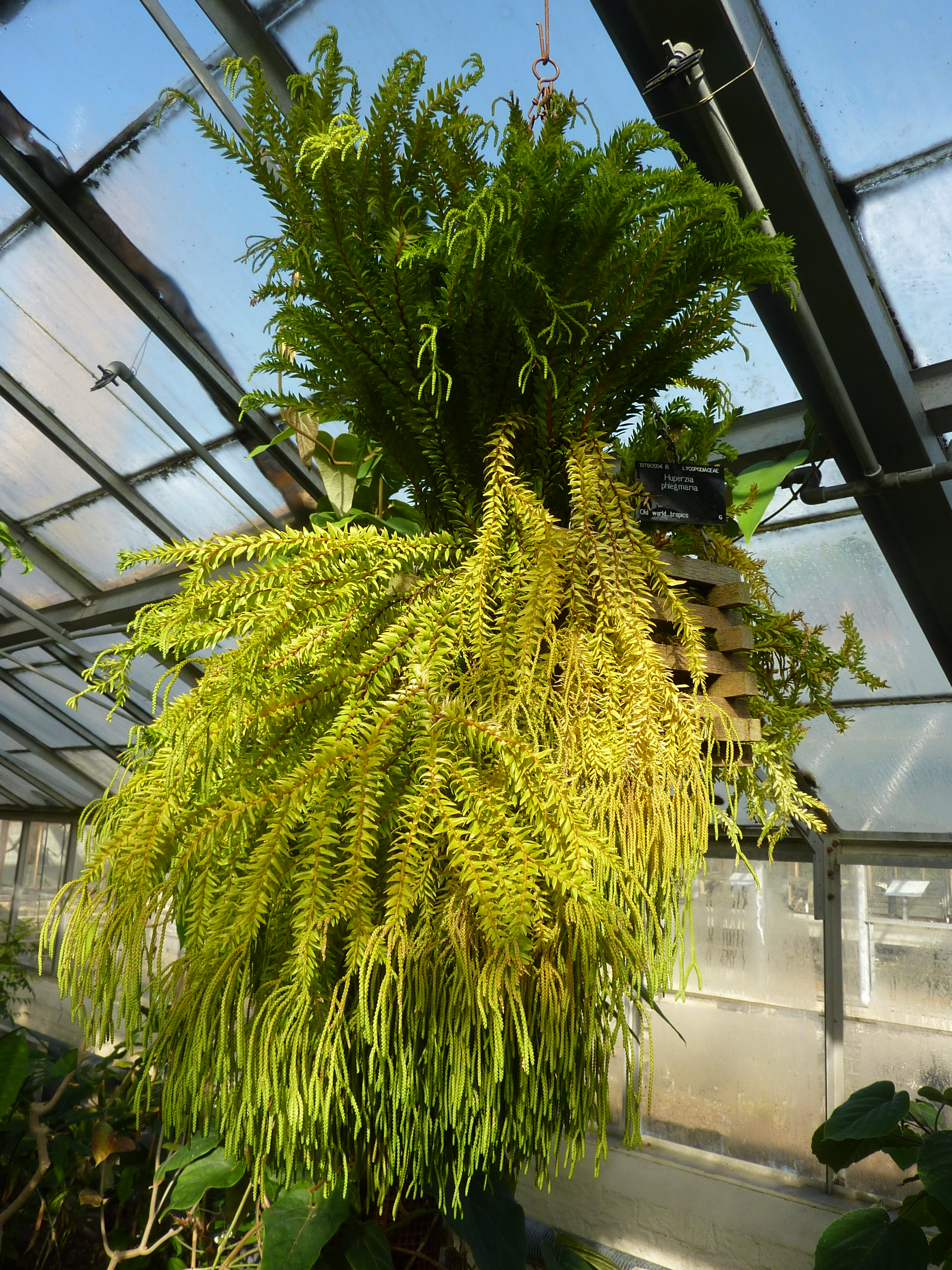
Phlegmariurus phlegmaria ve skleníku botanické zahrady
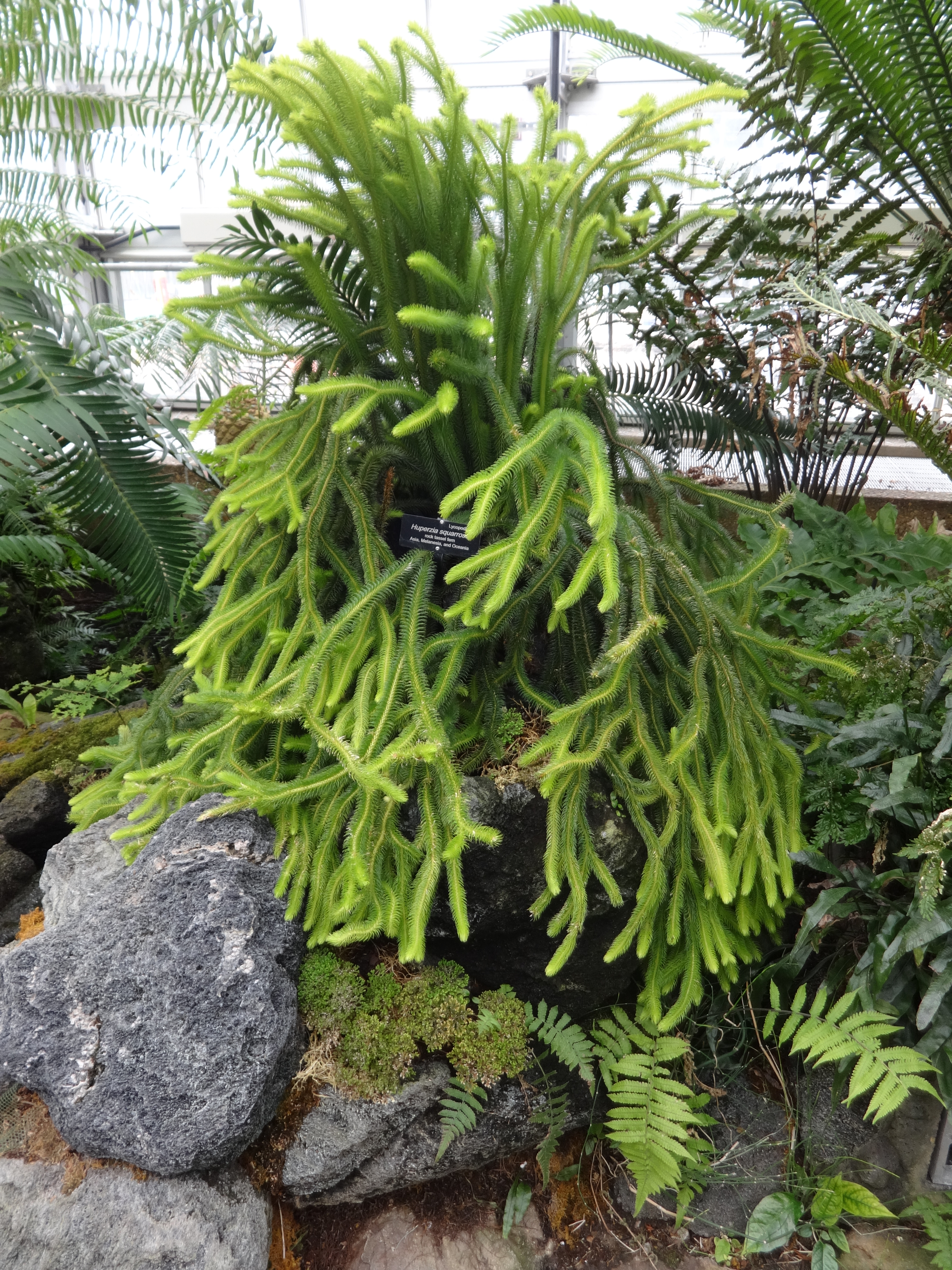
Phlegmariurus squarrosus
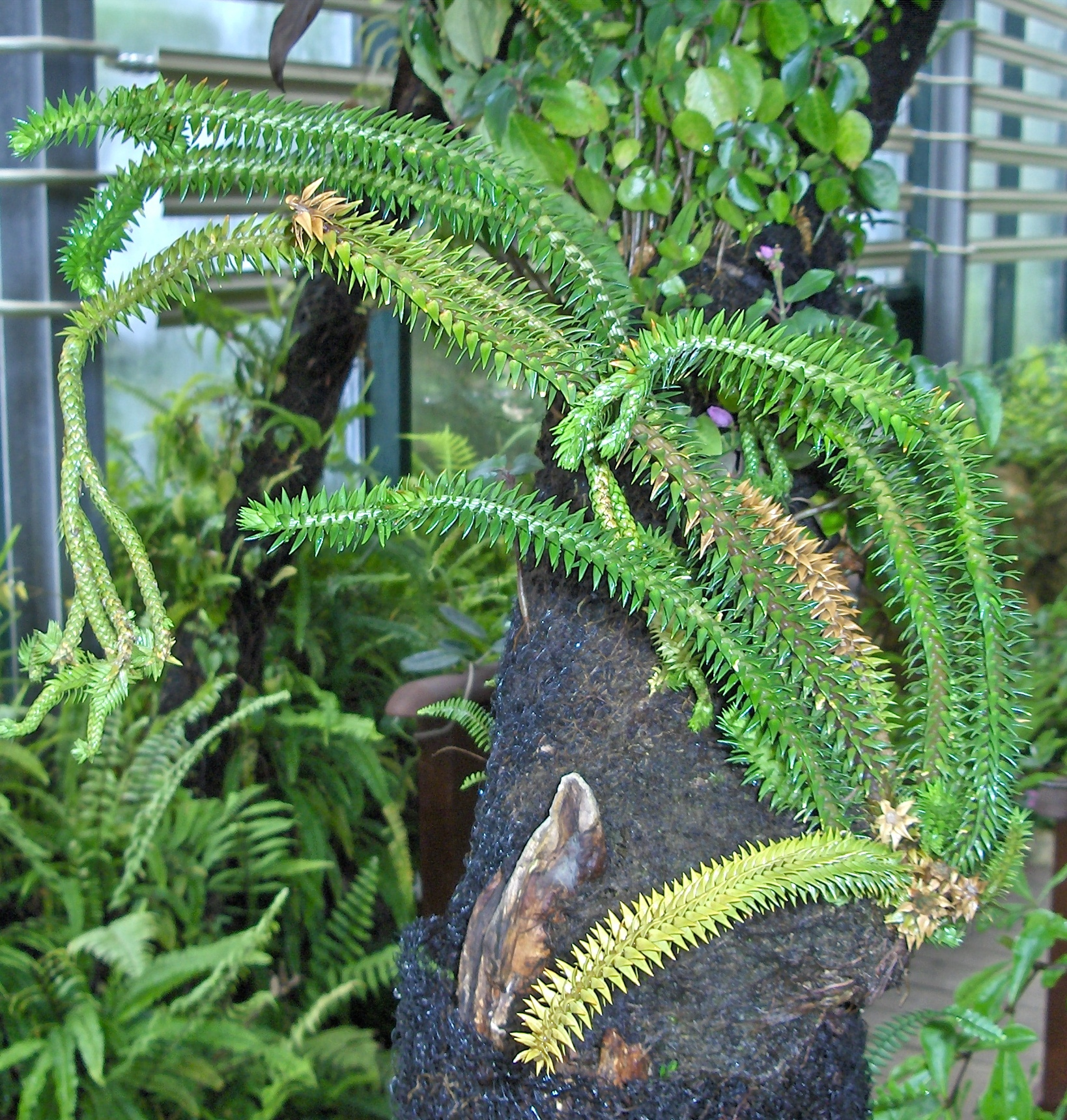
Phlegmariurus megastachyus
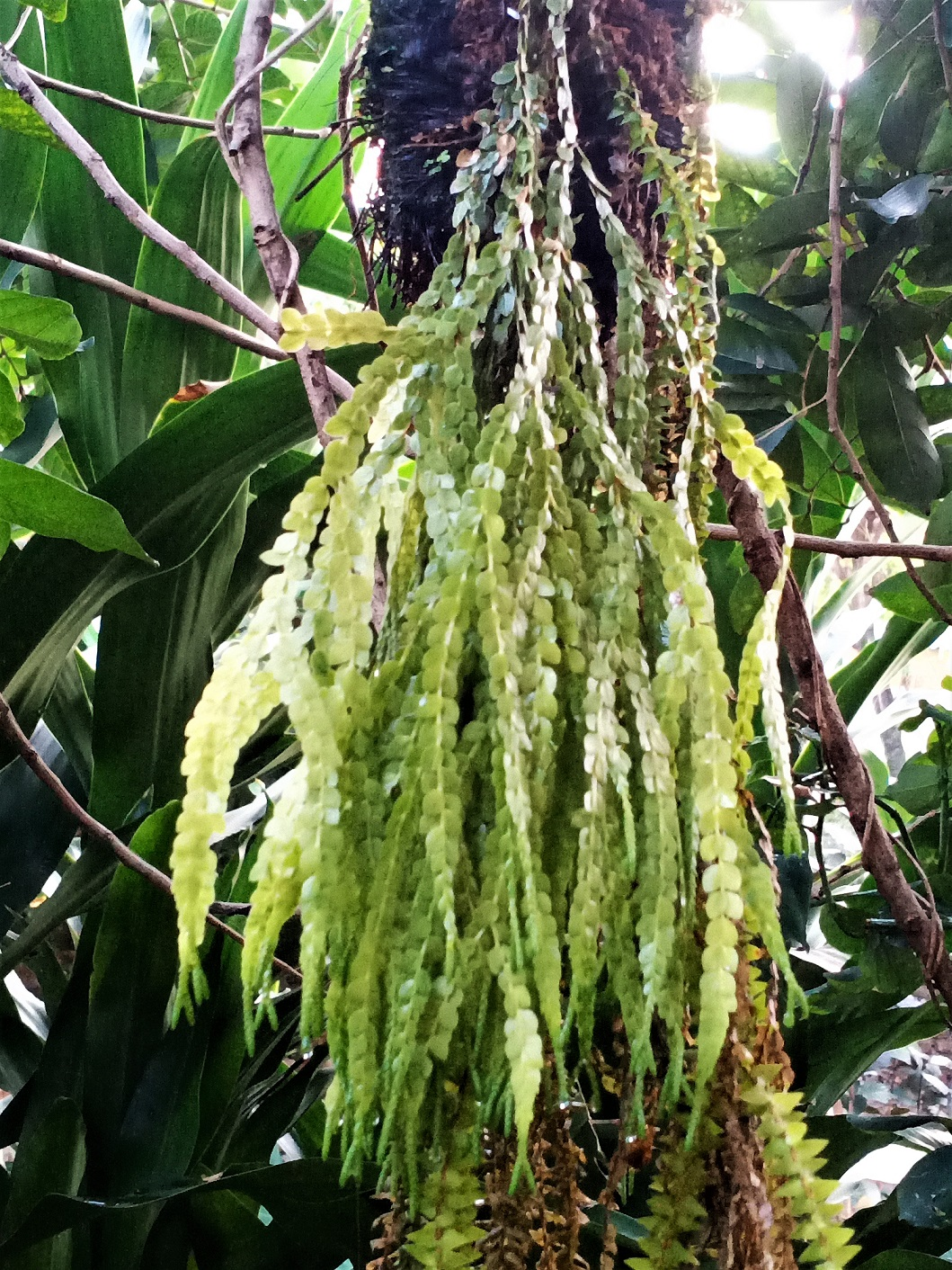
Phlegmariurus nummulariifolius
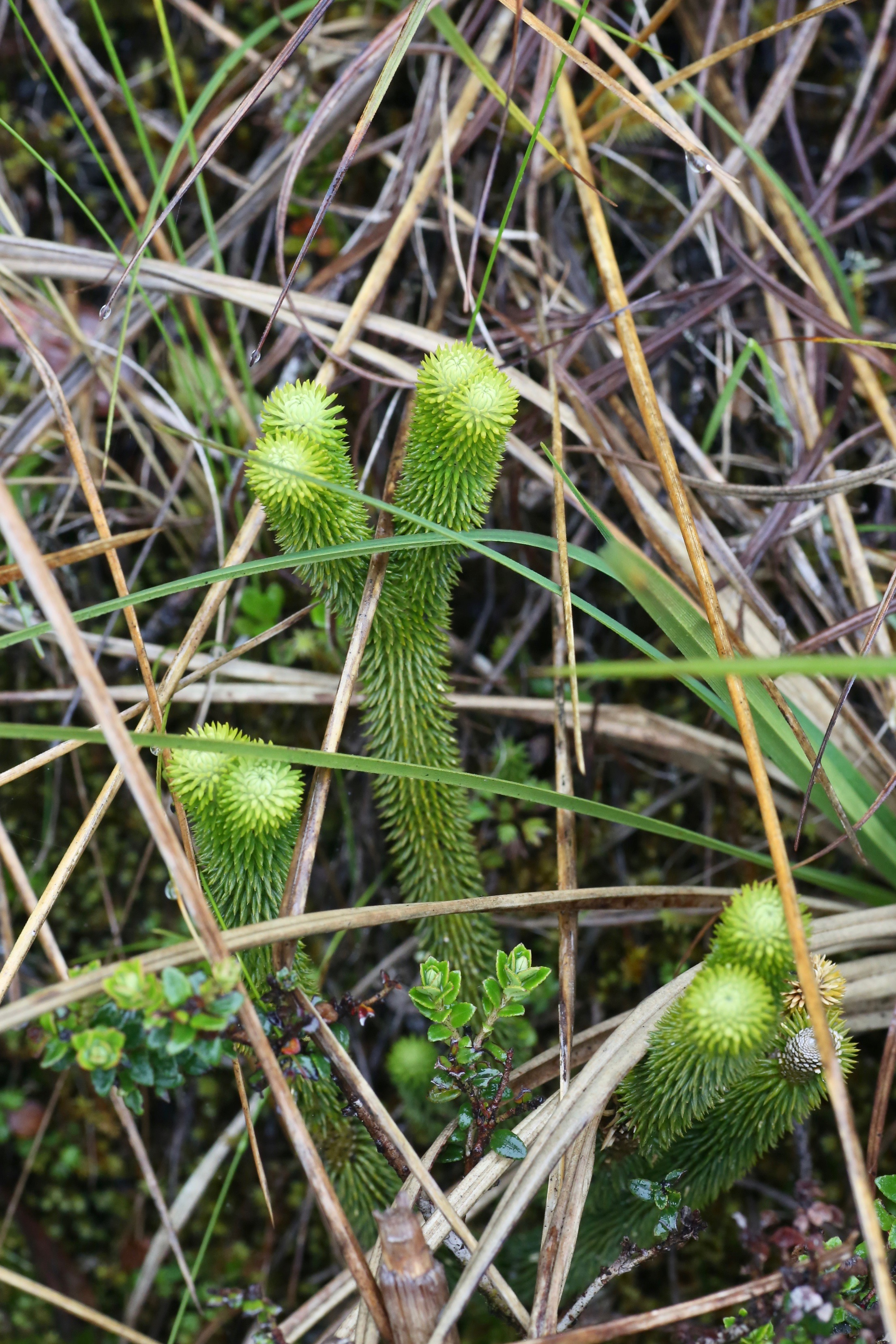
Phlegmariurus urbanii v jihoamerickém páramu
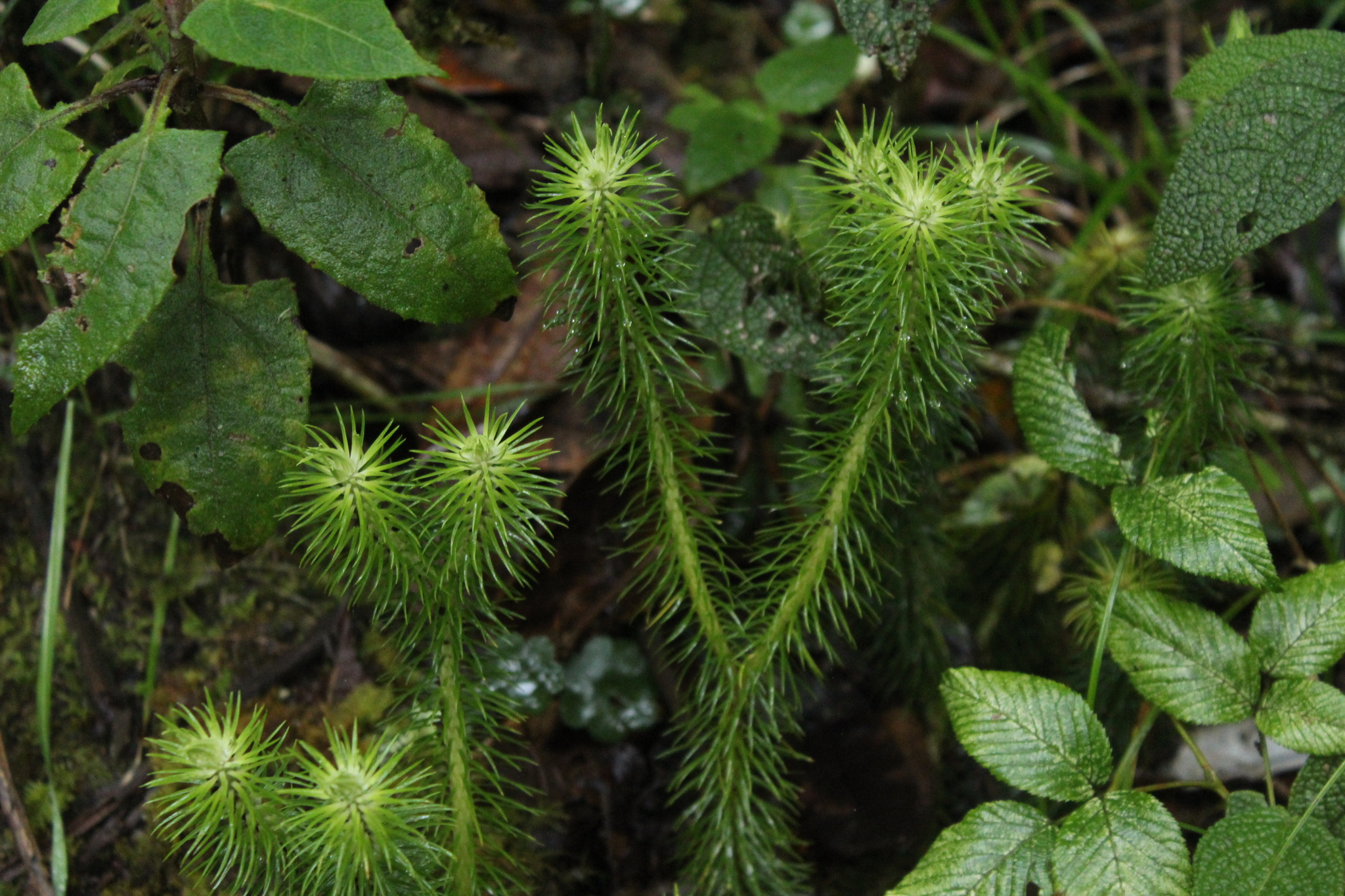
Phlegmariurus hippurideus
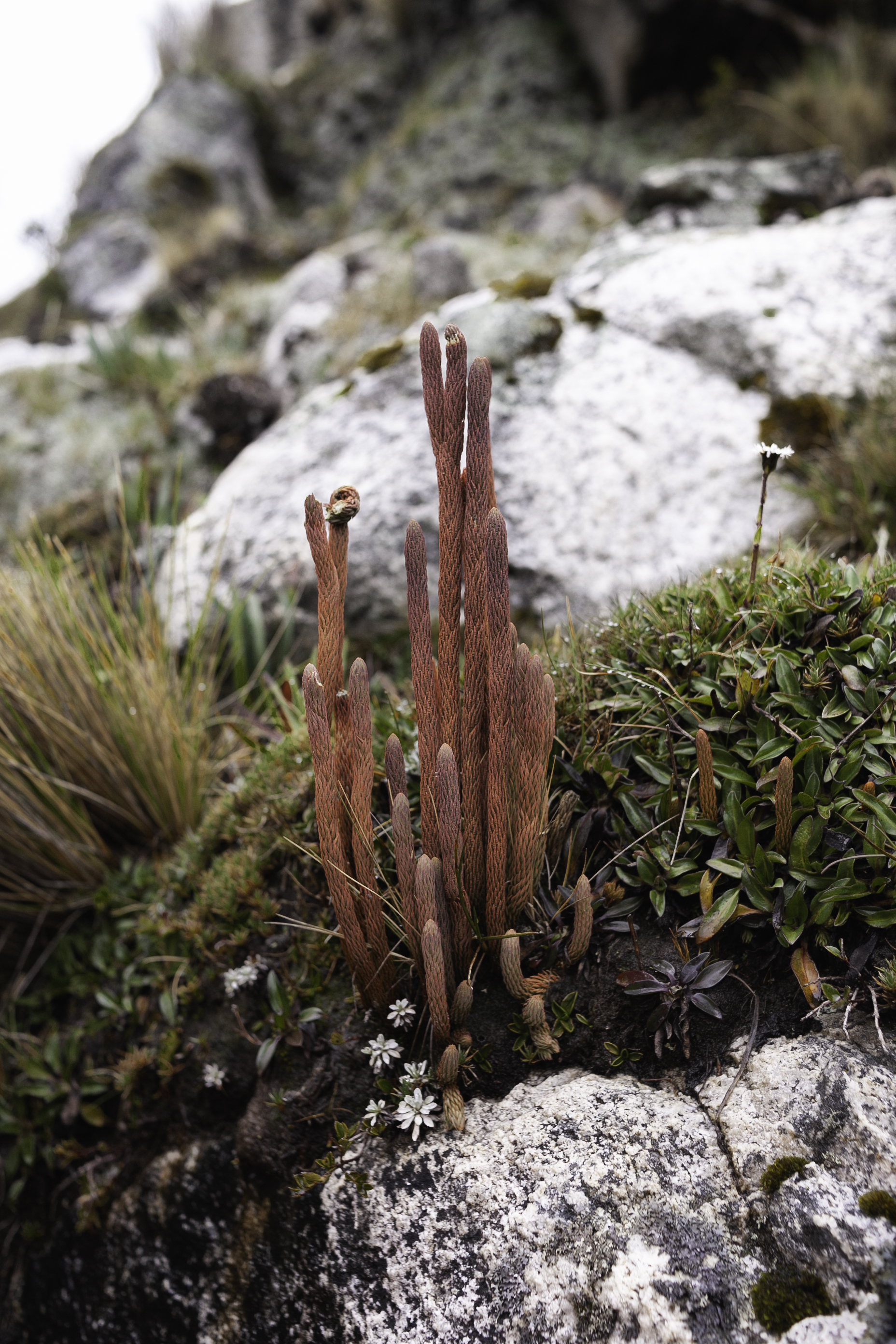
Phlegmariurus crassus